# 두할

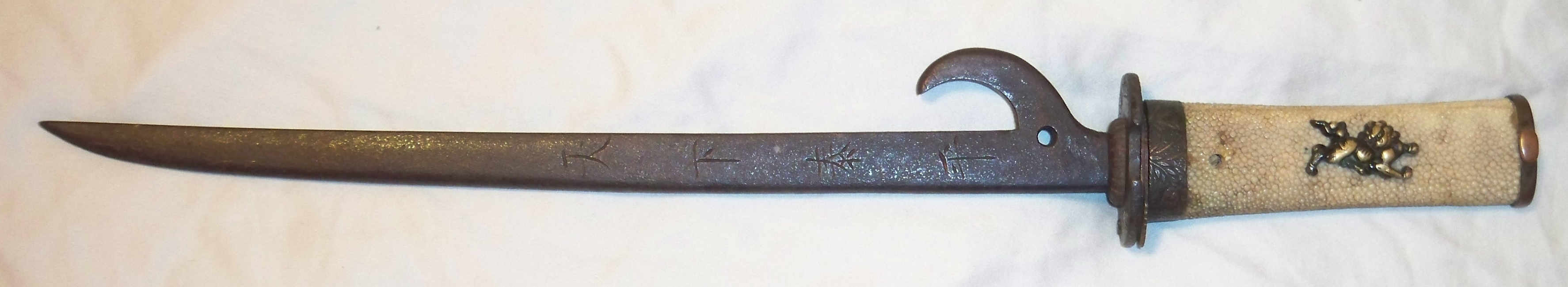

두할(일본어: 兜割 카부토와리[*])은 휴대용 무기 또는 포구이다. 길이는 16cm ~ 1 m 정도이다. 검과 비슷하게 생겼으나, 날이 없으며 간혹 갈고리가 달린 것도 있다. 공격법은 검술과 같지만 일본도와 달리 십수와 같은 타격을 목적으로 하였다.